# Pithecia hirsuta
El sakí peludo (Pithecia hirsuta) es una especie de primate platirrino que se encuentra en la Amazonia, entre el río Caquetá al norte y el río Napo al sur, en el extremo sureste de Colombia (departamento de Amazonas), en el noreste de Perú y en la continuación oriental de la región en Brasil.

## Descripción
Alcanza una longitud de cabeza-tronco de cerca de 50 cm, la cola es más larga. El color de su pelaje es relativamente uniforme. El dimorfismo sexual es muy leve. Los machos y las hembras son negruzcos, la piel es algo punteada por unas puntas de pelo brillante, las hembras un poco más que los machos. En ambos sexos las manos son blancas. Los machos son predominantemente negros, la cabeza es de color marrón, el pecho negro o marrón. Los labios y las tiras estrechas, que colorean la región de la boca y la nariz desnudas, son de color blanco o crema. La piel facial sin pelo es negra a excepción de puntos rosados o brillantes sobre los ojos. El escroto es negro, el pene rosa. Los labios de las hembras no son blancos. El pelo alrededor de la cara es más negro que en los machos. La piel facial alrededor de los ojos, por encima de la boca y la barbilla es rosa.